# Verano del '98
Verano del '98 (anche conosciuta come Verano Eterno) è una telenovela argentina creata da Cris Morena, prodotta da Guillermo Pendino y Gustavo Marra e diretta da Carlos Luna, Gustavo Luppi, Federico Palazzo y Daniel Aguirre. È iniziata il 26 gennaio del 1998 ed è finita il 17 novembre del 2000, sulla rete Telefe. Inizialmente fu pensata per coprire la programmazione estiva della rete, ma il successo fu tale che ebbe una durata di tre anni consecutivi. Non è mai stata trasmessa in Italia. 

## Trama
Un gruppo di ragazzi - Violeta, Jose, Tomas e Juan - passano le loro vacanze estive in un luogo fittizio chiamato Costa Esperanza, è l'estate del '98 e i quattro si ritrovano a fare i conti con una nuova fase della loro vita: l'adolescenza. Tra amori, liti, amicizie e giuramenti, i quattro promettono di non perdersi mai.

## Produzione
La serie è stata girata a Buenos Aires, precisamente nella città di Tigre per le riprese esterne e per quelle interne negli studi Sonotex a partire dagli ultimi mesi del 1997, anno in cui si svolsero alcuni casting con l'aiuto di Cris Morena. Gli autori sono Patricia Maldonado e Sergio Vainman. Morena lasciò la creazione del programma tra il 1997 e l'inizio del 1998 per dedicarsi alla sua telenovela Chiquititas, anche se appare come produttrice esecutiva ed è l'autrice delle canzoni insieme a Carlos Nilson. Inizialmente, fu pensata una sola stagione per coprire gli spazi vuoti del canale, ma alla fine ebbe successo e fu rinnovata per altre due stagioni.
Debutta il 26 gennaio 1998 e vien da subito accusata da Sony Entertainment Television per plagio alla serie americana Dawson's Creek, nonostante questa sia uscita nel febbraio dello stesso anno. L'allora direttore di Telefe, Gustavo Yankelevich, ammise di aver preso idea da Dawson. Verano nasce propria da un'idea di Yankelevich all'inizio del 1997, quando Sony distribuì ad alcune catene latinoamericane un pilota della serie statunitense. Non vedendo nessuna registrazione in corso, nel dicembre pensò che la fiction non si realizzasse e prese spunto da quell'episodio. Sony diede comunque il permesso di continuare la produzione e la distribuzione della versione argentina. 
Alla fine della prima stagione lasciarono la telenovela Agustina Lecouna, Alejandro Botto e Dolores Fonzi. Nancy Dupláa e Fernán Mirás prendono parte ai primi 45 episodi. Nonostante ciò, arrivano nel cast Juan Ponce de León, Jazmín Stuart, Alejo Ortíz, Agustina Cherri e altri attori. Nella terza serie torna Marcela Kloosterboer e ha come protagonisti Gloria Carrá e Diego Ramos, ma quest'ultimo abbandona la telenovela durante le riprese e viene sostituito da Walter Quiroz.
Secondo dati IBOPE raggiunse alla sua prima stagione 20% di rating. L'anno successivo arrivò al 19%. Anche per la terza conquista un buon successo, anche se venne criticata per essere troppo floscia, con mancanza di colpi di scena ed errori.
Dalla serie è nato anche un adattamento in Messico dal titolo Verano de amor prodotta da Pedro Damián nel 2008 per Televisa.

## Puntate
La serie si divide in tre stagioni per un totale di 698 episodi.
| Stagione         | Puntate | Prima TV originale |
| ---------------- | ------- | ------------------ |
| Prima stagione   | 205     | 1998               |
| Seconda stagione | 244     | 1999               |
| Terza stagione   | 229     | 2000               |

## Personaggi ed interpreti

### Prima stagione
- Franco Baldassari, interpretato da Fernán Mirás.
- Dolores Vidal, interpretata da Nancy Dupláa.
- Elvira Herrera, interpretata da Susana Ortiz.
- Federico Ibarra, interpretato da Horacio Pena.
- Isabel, interpretata da Alicia Zanca.
- Bruno Beláustegui, interpretato da Diego Ramos.
- Leandro Beláustegui, interpretato da Villanueva Cross.
- Victoria Vázquez, interpretato da Chany Mallo.
- Juan Herrera, interpretato da Juan Ponce de León.
- Clara Vázquez, interpretata da Dolores Fonzi.
- Benjamín Vázquez, interpretato da Tomás Fonzi.
- Josefina Vida, interpretata da Marcela Kloosterboer.
- Teresa Villanueva, interpretata da Agustina Lecouna.
- Tomás Ibarra, interpretato da Nahuel Mutti.
- Mauro Villanueva, interpretato da Alejo Ortiz.
- Conie Vázquez, interpretato da Romina Ricci.
- Renata Montili, interpretata da Sabrina Carballo.
- Darío Baldassari, interpretato da Alejandro Botto.
- Nano, interpretato da Marcos Marotta.
- Jazmín, interpretata da Carolina Santrangelo.
- Germán Villanueva, interpretato da Mario Pasik.
- Violeta Herrera, interpretata da Agustina Cherri.
- Sofía, interpretata da Patricia Viggiano.
- Celina, interpretata da Julieta Cardinali.
- Rosario, interpretata da Henny Trayles.
- Amalia, interpretata da Nelly Fontán.
- Pura Guerra, interpretata da Maria Jose Gabin.
- Bonfiglio, interpretato da Jorge Sassi.
- Susana, interpretata da Cira Caggiano.
- Felicitas, interpretata da Isabel Macedo.
- Nicolás Levín, interpretato da Nicolás Mateo.
- Paula/Amanda, interpretata da Jazmín Stuart.
- Javier, interpretato da Adrian Galatti.

### Seconda stagione
- Amparo Guzmán, interpretato da Gloria Carrá.
- Bruno, interpretato da Diego Ramos.
- Alejandro, interpretato da Federico D'Elía.
- Germán, interpretato da Mario Pasik.
- Elvira, interpretata da Susana Ortiz.
- Federico, interpretato da Horacio Pena.
- Sara Katz, interpretata da Rita Cortese.
- Diego, interpretato da Diego Tobi.
- Octavio Levín, interpretato da Guido Kaczka.
- Leandro, interpretato da Villanueva Cosse.
- Victoria, interpretata da Channy Mallo.
- Emilio, interpretato da Tincho Zabala.
- Dolores 'Lola' Guzmán, interpretata da Florencia Bertotti.
- Lucio Herrera, interpretato da Ezequiel Castaño.
- Yoko Vázquez, interpretato da Celeste Cid.
- Juan Herrera, interpretato da Juan Ponce de León.
- Clara Vázquez, interpretata da Dolores Fonzi.
- Benjamín Vázquez, interpretato da Tomás Fonzi.
- Teresa, interpretata da Agustina Lecuona.
- Tomás, interpretato da Nahuel Mutti.
- Mauro, interpretato da Alejo Ortiz.
- Conie, interpretata da Romina Richi.
- Renata, interpretata da Sabrina Carballo.
- Darío, interpretato da Alejandro Botto.
- Pedro, interpretato da Damián Canducci.
- Tadeo, interpretato da Santiago Pedrero.
- Alí, interpretata da Diego Mesaglio.
- Damián, interpretato da Ezequiel Rodríguez.
- Amanda, interpretata da Jazmín Stuart.
- Trinidad 'Titi' Guzmán, interpretata da Catalina Artusi.
- Gustavo 'Tavo' Guzmán, interpretato da Paulo Brunetti.
- Alejando 'Alex' Beláustegui, interpretata da Matías Del Pozo.
- Sol Vega, interpretata da Laura Liste.
- Paco, interpretato da Diego Reinhold.
- Ricardo 'Ricky' Serdá, interpretato da Mariano Torre.
- Celina Villanueva, interpretata da Julieta Cardinali.
- Violeta, interpretata da Agustina Cherri.
- Guadalupe 'Lupe' Arriaga, interpretata da Florencia Peña.
- Perla Gómez, interpretata da Carla Peterson.
- Marlene Vázquez, interpretata da Graciela Tenenbaum.
- Nora 'Norita' Levín, interpretato da Mariana Prommel.
- Daniela, interpretata da Magela Zanotta.
- Sofía, interpretata da Patricia Viggiano.
- Sabrina, interpretata da Sandra Ballesteros.
- El Turco, interpretato da Cutuli.
- Sorella Rosario, interpretata da Henny Trayles.
- Zoe, interpretata da Marina Wollman.
- Luisa, interpretata da Mimí Ardú.
- Lucas Arias, interpretato da Lucas Crespi.
- Felicitas, interpretata da Isabel Macedo.
- Raúl, interpretato da Mario Alarcón.
- Emma, interpretata da Adela Gleijer.
- Carla, interpretata da Romina Gaetani.
- Margarita, interpretata da Manuela González.
- Leon, interpretato da Juan Gil Navarro.
- Manuel, interpretato da Aldo Pastur.
- Dante, interpretato da Daniel Kuzniecka.
- Conrado, interpretato da Alex Benn.
- Madre Superiora, interpretata da Alejandra Da Passano.
- Genoveva, interpretata da Chunchuna Villafañe
- Franco Baldassari, interpretato da Fernán Mirás (primi episodi).
- Dolores Vidal, interpretata da Nancy Dupláa (primi episodi).

### Terza stagione
- Amparo Guzmán, interpretata da Gloria Carrá.
- Bruno, interpretato da Diego Ramos.
- Pablo, interpretato da Walter Quiroz.
- Elvira, interpretata da Susana Ortiz.
- Federico, interpretato da Horacio Peña.
- Victoria, interpretata da Channy Mallo.
- Jose, interpretata da Marcela Kloosterboer.
- Eduardo, interpretato da Rubén Stella.
- Octavio, interpretato da Guido Kaczka.
- Sara, interpretata da Rita Cortese.
- Leandro, interpretato da Villanueva Cosse.
- Dolores 'Lola' Guzmán, interpretata da Florencia Bertotti.
- Pedro, interpretato da Damián Canducci.
- Renata, interpretata da Sabrina Carballo.
- Lucio Herrera, interpretato da Ezequiel Castaño.
- Yoko, interpretata da Celeste Cid.
- Lucas, interpretato da Lucas Crespi.
- Benjamín, interpretato da Tomás Fonzi.
- Joaquín, interpretato da Joaquín Furriel.
- Nico, interpretato da Nicolás Mateo.
- Alí, interpretato da Diego Mesaglio.
- Tomás, interpretato da Nahuel Mutti
- Tadeo, interpretato da Santiago Pedrero.
- Conie, interpretata da Romina Richi.
- Damián, interpretato da Ezequiel Rodríguez.
- Ricky, interpretato da Mariano Torre.
- Rocío, interpretata da Valeria Britos.
- Titi, interpretata da Catalina Artusi.
- Maia, interpretata da Eugenia Lencinas.
- Tacio, interpretato da Francisco Bass.
- Homero, interpretato da Esteban Meloni.
- Celina, interpretata da Julieta Cardinali.
- Perla, interpretata da Carla Peterson.
- Norita, interpretata da Mariana Prommel.
- Marlene, interpretata da Graciela Tenenbaum.
- Guadalupe 'Lupe' Arriaga, interpretata da Florencia Peña.
- La Griega, interpretata da Alicia Bruzzo.
- Rafael, interpretato da Rafael Ferro.
- Dolinda, interpretata da Lola Berthet.
- Lucía, interpretata da Paula Colombini.
- Emilio, interpretato da Tincho Zabala.
- Anselmo, interpretato da Alberto Anchart.
- Susana, interpretata da Cira Caggiano.
- Cardinale Dumont, interpretato da Alfredo Iglesias.
- Antonio, interpretato da Diego Varzi.
- Enrique, interpretato da Tony Vilas.
- Manuel, interpretato da Aldo Pastur.
- Gabriela, interpretata da Viviana Puerta.
- El Gringo, interpretato da Guillermo Pfenning.
- Conrado, interpretato da Alex Benn.

## Media

### Musica
La sigla d'apertura della prima stagione è Verano del '98 interpretata da Cynthia Nilson, quella di chiusura è Nada nos puede pasar cantata da Juan Ponce de León. Per la stagione successiva, la sigla d'apertura è Salvame di Gerónimo Rauch e invece chiude Libres de corazón cantata da tutto il cast. Rauch interpreta Dejame ser per l'apertura e per la chiusura Perdí el camino, entrambe della terza stagione.
Dallo sceneggiato sono usciti due album con musiche composte da Cris Morena e Carlos Nilson.
| Anno | Dettagli                                                                                              |
| ---- | --- |
| 1998 | Verano del '98 - Pubblicazione: 1998 - Formati: CD, musicassetta - Etichetta: Sony Music Argentina    |
| 1999 | Verano del '98 II - Pubblicazione: 1999 - Formati: CD, musicassetta - Etichetta: Sony Music Argentina |

## Premi e riconoscimenti
- 1998 - Premio Martín Fierro[14]
  - Vinto - Rivelazione a Marcela Kloosterboer
  - Nomination - Miglior telenovela.
  - Nomination - Attore di reparto a Mario Pasik.
  - Nomination - Banda sonora a Cris Morena e Carlos Nilson

## Distribuzioni internazionali
| Paese     | Canale/i       |
| --------- | -------------- |
| Argentina | Telefe         |
| Israele   | Yes Sababa     |
| Cile      | UCV TV         |
| Uruguay   | Monte Carlo TV |
| Colombia  | RCN Televisión |
| Paraguay  | SNT            |
| Grecia    |                |
| Ungheria  |                |

## Accoglienza
La serie è stata criticata nel 1999 per un bacio tra due ragazzi omosessuali e ha suscitato molto scalpore e indignazione da parte dei genitori, in quanto la serie è per un pubblico adolescenziale. Il quotidiano Clarín giudicò la serie come "regolare" ritenendo che "la gioventù trattata nel programma ha più affinità a quella di Miguel Cané nel suo "Juvenilia" del secolo passato" e "una cosa che poteva essere esclusa a priori può essere il fattore sorpresa".
In un sondaggio del sito television.com.ar Verano del 98 è stata votata come la serie che dovrebbe tornare, secondo i votanti, sugli schermi con il 37% contro il 13% di Amigos son los amigos, il 12% di Poliladron e l'11% di Mi cuñado.